# Саперка
Сапе́рка (рос. Сапёрка) — хутір у складі Сарактаського району Оренбурзької області, Росія.

## Населення
Населення — 1 особа (2010; 2 у 2002).
Національний склад (станом на 2002 рік):
- росіяни — 100 %